# 6-Stunden-Rennen von Spa-Francorchamps 2016

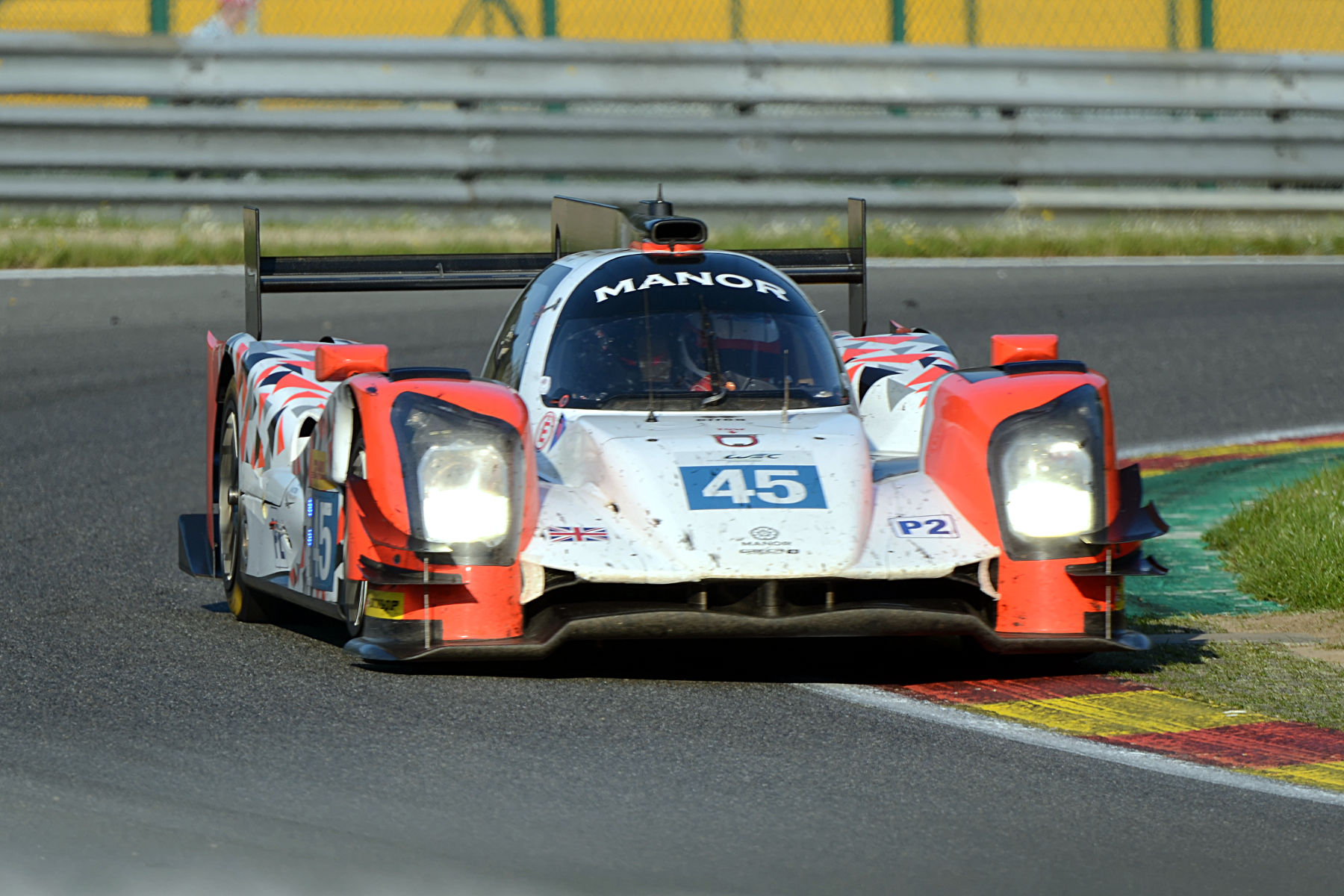
Der neuntplatzierte Oreca 05 von Matthew Rao, Richard Bradley und Roberto Merhi

Das fünfte 6-Stunden-Rennen von Spa-Francorchamps, auch WEC 6 Hours of Spa-Francorchamps 2016, fand am 7. Mai 2016 auf dem Circuit de Spa-Francorchamps statt und war der zweite Wertungslauf der FIA-Langstrecken-Weltmeisterschaft dieses Jahres.

## Das Rennen
Der Porsche 919 Hybrid mit der Startnummer 1 von Timo Bernhard, Mark Webber und Brendon Hartley startete aus der Pole-Position und behauptete die Gesamtführung des Rennens, bis Sébastien Buemi im Toyota TS050 Hybrid während des ersten Boxenstopps zum Nachtanken des Porsches die Führung übernahm. Der Toyota fiel nach einer längeren Reparatur später zurück und kam nur als 27. der Gesamtwertung ins Ziel. Von da an führten Loïc Duval, Lucas di Grassi und Oliver Jarvis im Audi R18 RP6 bis zum Ende des Rennens. Für di Grassi und Jarvis war es der erste Gesamtsieg bei einem Rennen der FIA-Langstrecken-Weltmeisterschaft.

## Ergebnisse

### Schlussklassement
| 1           | LMP1      | 8  | Audi Sport Team Joest     | Loïc Duval Lucas di Grassi Oliver Jarvis                | Audi R18 RP6             | 160 |
| 2           | LMP1      | 2  | Porsche Team              | Marc Lieb Romain Dumas Neel Jani                        | Porsche 919 Hybrid       | 158 |
| 3           | LMP1      | 13 | Rebellion Racing          | Dominik Kraihamer Alexandre Imperatori Mathéo Tuscher   | Rebellion R-One          | 156 |
| 4           | LMP1      | 12 | Rebellion Racing          | Nicolas Prost Nick Heidfeld Nelson Piquet junior        | Rebellion R-One          | 155 |
| 5           | LMP1      | 7  | Audi Sport Team Joest     | André Lotterer Marcel Fässler Benoît Tréluyer           | Audi R18 RP6             | 155 |
| 6           | LMP1      | 4  | ByKolles Racing Team      | Simon Trummer James Rossiter Oliver Webb                | CLM P1/01                | 151 |
| 7           | LMP2      | 36 | Signatech Alpine          | Nicolas Lapierre Gustavo Menezes Stéphane Richelmi      | Alpine A460              | 151 |
| 8           | LMP2      | 31 | Extreme Speed Motorsports | Ryan Dalziel Christopher Cumming Luís Felipe Derani     | Ligier JS P2             | 151 |
| 9           | LMP2      | 45 | Manor                     | Matthew Rao Richard Bradley Roberto Merhi               | Oreca 05                 | 151 |
| 10          | LMP2      | 43 | RGR Sport by Morand       | Ricardo González Filipe Albuquerque Bruno Senna         | Ligier JS P2             | 151 |
| 11          | LMP2      | 26 | G-Drive Racing            | Roman Rusinov Nathanaël Berthon René Rast               | Oreca 05                 | 150 |
| 12          | LMP2      | 38 | G-Drive Racing            | Simon Dolan Jake Dennis Giedo van der Garde             | Oreca 05                 | 148 |
| 13          | LMP2      | 30 | Extreme Speed Motorsports | Scott Sharp Ed Brown Johannes van Overbeek              | Ligier JS P2             | 146 |
| 14          | LMGTE Pro | 71 | AF Corse                  | Davide Rigon Sam Bird                                   | Ferrari 488 GTE          | 145 |
| 15          | LMP2      | 44 | Manor                     | Tor Graves James Jakes Will Stevens                     | Oreca 05                 | 144 |
| 16          | LMGTE Pro | 67 | Ford Chip Ganassi Team UK | Andy Priaulx Marino Franchitti Harry Tincknell          | Ford GT                  | 144 |
| 17          | LMGTE Pro | 97 | Aston Martin Racing       | Fernando Rees Richie Stanaway Jonny Adam                | Aston Martin Vantage GTE | 144 |
| 18          | LMGTE Pro | 77 | Dempsey-Proton Racing     | Richard Lietz Michael Christensen                       | Porsche 911 RSR          | 142 |
| 19          | LMGTE Am  | 98 | Aston Martin Racing       | Paul Dalla Lana Pedro Lamy Mathias Lauda                | Aston Martin Vantage GTE | 140 |
| 20          | LMGTE Am  | 83 | AF Corse                  | François Perrodo Emmanuel Collard Rui Águas             | Ferrari 458 Italia GT2   | 139 |
| 21          | LMGTE Am  | 50 | Larbre Compétition        | Yutaka Yamagishi Paolo Ruberti Pierre Ragues            | Chevrolet Corvette C7.R  | 139 |
| 22          | LMGTE Am  | 78 | KCMG                      | Christian Ried Wolf Henzler Joël Camathias              | Porsche 911 RSR          | 139 |
| 23          | LMGTE Am  | 86 | Gulf Racing               | Mike Wainwright Adam Carroll Ben Barker                 | Porsche 911 RSR          | 138 |
| 24          | LMP2      | 37 | SMP Racing                | Vitaly Petrov Viktor Shaytar Kirill Ladygin             | BR Engineering BR01      | 136 |
| 25          | LMGTE Am  | 88 | Abu Dhabi-Proton Racing   | Khaled Al Qubaisi Patrick Long David Heinemeier Hansson | Porsche 911 RSR          | 136 |
| 26          | LMP1      | 1  | Porsche Team              | Timo Bernhard Brendon Hartley Mark Webber               | Porsche 919 Hybrid       | 112 |
| 27          | LMP1      | 5  | Toyota Gazoo Racing       | Anthony Davidson Sébastien Buemi Kazuki Nakajima        | Toyota TS050 Hybrid      | 110 |
| Ausgefallen |           |    |                           |                                                         |                          |     |
| 28          | LMP2      | 35 | Baxi DC Racing            | David Cheng Ho-Pin Tung Nelson Panciatici               | Alpine A460              | 143 |
| 29          | LMGTE Pro | 51 | AF Corse                  | Gianmaria Bruni James Calado                            | Ferrari 488 GTE          | 140 |
| 30          | LMP2      | 27 | SMP Racing                | Nicolas Minassian Maurizio Mediani David Markozov       | BR Engineering BR01      | 123 |
| 31          | LMGTE Pro | 66 | Ford Chip Ganassi Team UK | Olivier Pla Stefan Mücke Billy Johnson                  | Ford GT                  | 100 |
| 32          | LMP1      | 6  | Toyota Gazoo Racing       | Stéphane Sarrazin Mike Conway Kamui Kobayashi           | Toyota TS050 Hybrid      | 87  |
| 33          | LMP2      | 42 | Strakka Racing            | Nick Leventis Jonny Kane Danny Watts                    | Gibson 015S              | 78  |
| 34          | LMGTE Pro | 95 | Aston Martin Racing       | Nicki Thiim Marco Sørensen Darren Turner                | Aston Martin Vantage GTE | 40  |

### Nur in der Meldeliste
Zu diesem Rennen sind keine weiteren Meldungen bekannt.

### Klassensieger
| Klasse    | Fahrer           | Fahrer          | Fahrer            | Fahrzeug                 | Platzierung im Gesamtklassement |
| --------- | ---------------- | --------------- | ----------------- | ------------------------ | ------------------------------- |
| LMP1      | Loïc Duval       | Lucas di Grassi | Oliver Jarvis     | Audi R18 RP6             | Gesamtsieg                      |
| LMP2      | Nicolas Lapierre | Gustavo Menezes | Stéphane Richelmi | Alpine A460              | Rang 7                          |
| LMGTE Pro | Davide Rigon     | Sam Bird        |                   | Ferrari 488 GTE          | Rang 14                         |
| LMGTE Am  | Paul Dalla Lana  | Pedro Lamy      | Mathias Lauda     | Aston Martin Vantage GTE | Rang 19                         |

### Renndaten
- Gemeldet: 34
- Gestartet: 34
- Gewertet: 27
- Rennklassen: 4
- Zuschauer: 56.000
- Wetter am Rennwochenende: warm und sonnig
- Streckenlänge: 7,004 km
- Fahrzeit des Siegerteams: 6:00:32,112 Stunden
- Runden des Siegerteams: 160
- Distanz des Siegerteams: 1120,620 km
- Siegerschnitt: 186,500 km/h
- Pole Position: Timo Bernhard/Brendon Hartley – Porsche 919 Hybrid (#1) – 1:55,691
- Schnellste Rennrunde: Timo Bernhard – Porsche 919 Hybrid (#1) – 1:58,431 = 212,900 km/h
- Rennserie: 2. Lauf zur FIA-Langstrecken-Weltmeisterschaft 2016